# آدم‌خواری (بازی ویدئویی)
آدم‌خواری (انگلیسی: Maneater) یک بازی ویدئویی نقش‌آفرینی اکشن است که توسط تریپ‌وایر اینتراکتیو توسعه یافته و منتشر شده‌است. این بازی در ۲۲ مه ۲۰۲۰ برای مایکروسافت ویندوز، پلی‌استیشن ۴ و اکس‌باکس وان منتشر و در نوامبر ۲۰۲۰ برای اکس‌باکس سری اکس و سری اس و پلی‌استیشن ۵ منتشر شد.